# Peter Bonnington
Peter Bonnington (Inglaterra; 12 de febrero de 1975), a menudo conocido como Bono, es un ingeniero británico de Fórmula 1. Actualmente es el ingeniero de carrera sénior de Kimi Antonelli en el equipo Mercedes AMG Petronas Motorsport.

## Carrera
Bonnington comenzó su carrera en la Fórmula 1 como ingeniero de datos con Jordan Grand Prix a principios de la década de 2000. Durante su tiempo con el equipo de Silverstone trabajó junto a Giorgio Pantano y Timo Glock. Luego se unió al equipo Honda como suplente del ingeniero de carreras Andrew Shovlin y, por lo tanto, se convirtió en el ingeniero de rendimiento de Jenson Button. Bonnington permaneció con el equipo durante la transición a Brawn GP, guiando a Button a su primer Campeonato Mundial en 2009.
Después de un período como ingeniero de rendimiento de Michael Schumacher en Mercedes, se convirtió en su ingeniero de carreras en sustitución de Mark Slade en septiembre de 2011. Después de que Schumacher dejara el equipo a finales de 2012, Bonnington se convirtió en ingeniero de carrera sénior de Lewis Hamilton, cargo que ocupa hasta el día de hoy.
En su cargo actual como ingeniero de carrera sénior, es responsable de todas las comunicaciones en la pista con el piloto y la puesta a punto del monoplaza de F1. Durante su tiempo en esta posición, ha llevado a Hamilton a seis de sus siete campeonatos mundiales y es ampliamente considerado como uno de los ingenieros de carrera más hábiles en la Fórmula 1.